# سعد الكندري
سعد الكندري (21 نوفمبر 1980 -) ممثل كويتي بدأ مجاله الفني في عام 2008 وأول مسلسل له هو عائلتي.

## أعماله
- 2012:بين الماضي والحب.
- 2010:زوارة الخميس.
- 2009:أم البنات.
- 2008:فضة قلبها أبيض.
- 2008:نقش الحنة.
- 2008:عائلتي.

## وصلات خارجية
- سعد الكندري على موقع قاعدة بيانات الأفلام العربية